# Araponga
Az araponga (Procnias averano) a madarak (Aves) osztályának a verébalakúak (Passeriformes) rendjéhez, ezen belül a kotingafélék (Cotingidae) családjához tartozó faj.

## Rendszerezése
A fajt Johann Hermann francia orvos és természettudós írta le 1783-ban, az Ampelis nembe Ampelis averano néven.

## Alfajai
- Procnias averano averano (Hermann, 1783)
- Procnias  averano carnobarba (Cuvier, 1816)[2]

## Előfordulása
Dél-Amerika északi részén, Brazília, Kolumbia, Guyana, Trinidad és Tobago és Venezuela területén honos. A természetes élőhelye a szubtrópusi vagy trópusi síkvidéki és hegyi esőerdők.

## Megjelenése
A hím testhossza 28 centiméter, testtömege 180 gramm, a tojóé 27 centiméter és 130 gramm. Csőre lapos, tollazata rövid. A hím feje barna, farka fekete, tollazatának többi része gyöngy-szürke színű. A tojó tollazata zöld színű.

## Életmódja
Legfőképp gyümölcsökkel táplálkozik.

## Szaporodása
Fészeképítéshez nagyon kevés anyagot használ, amelyet egy ág szélére épít. Benne 1 vagy 2 tojás található. A fiókák 33 nap múlva hagyják el a fészket és 3 év kell ahhoz, hogy tollazatuk színes legyen.
|  |

## Külső hivatkozás
- Képek a fajról[halott link]
- Videó a fajról(tojó)
- Videó a hímről
- A hím hangja
- Xeno-canto.org